# Hannes Minnaar
Hannes Minnaar (Goes, 26 december 1984) is een Nederlandse pianist.
Minnaar groeide op in Yerseke (waar hij op zevenjarige leeftijd begon met pianospelen) en Emmeloord. Hij bezocht het conservatorium van Amsterdam, waar hij piano studeerde bij Jan Wijn en orgel bij Jacques van Oortmerssen. Na zijn afstuderen volgde hij lessen bij Alfred Brendel, Menahem Pressler en Ferenc Rados. 
Minnaar treedt regelmatig op in binnen- en buitenland. Hij heeft aan diverse nationale en internationale pianoconcoursen deelgenomen. Tijdens zijn studietijd behaalde hij eerste prijzen op de Rotterdamse Pianodriedaagse (1999) en het Prinses Christina Concours (2003). In 2008 won hij het Internationale Concours van Genève met een tweede prijs; in 2010 behaalde hij een derde prijs op de Koningin Elisabethwedstrijd in Brussel.
Op 15 juni 2012 ontving hij de Edison Klassiek Debuutprijs, in 2016 de Nederlandse Muziekprijs.
Minnaar vormt met de violiste Maria Milstein en de cellist Gideon den Herder het Van Baerle-trio. Dit pianotrio ontving in 2012 de Kersjes van de Groenekan Prijs. Het gaf in 2020 het Prinsengrachtconcert, omdat het trio van violiste Janine Jansen, cellist Mischa Maisky en pianist Denis Kozhukhin vanwege de coronapandemie niet naar Amsterdam kon komen.